# Acalolepta artensis
Acalolepta artensis es una especie de escarabajo longicornio del género Acalolepta, tribu Monochamini, subfamilia Lamiinae. Fue descrita científicamente por Montrouzier en 1861.
Se distribuye por Nueva Caledonia. Mide aproximadamente 21-38 milímetros de longitud. El período de vuelo de esta especie ocurre en los meses de marzo, septiembre, noviembre y diciembre.